# چوتیلا
چوتیلا (به انگلیسی: Chotila) یک منطقهٔ مسکونی در هند است که در Chotila Taluka واقع شده‌است.